# Dimitar Berbatov
Dimitar Ivanov Berbatov (em búlgaro:  Димитър Иванов Бербатов) (Blagoevgrad, 30 de janeiro de 1981) é um ex-futebolista búlgaro que atuava como atacante.
Ele foi capitão da Bulgária de 2006 a 2010, e é seu maior goleador de todos os tempos, tendo ganho o prêmio de Futebolista do Ano na Bulgária sete vezes, ultrapassando o número de vitórias de Hristo Stoichkov.

## Carreira

### Início
Iniciou a sua carreira profissional em 1998, no Pirin Blagoevgrad um clube de sua cidade natal, mais tarde no mesmo ano foi contratado pelo CSKA Sófia onde permaneceu até 2001, quando foi vendido junto ao Bayer Leverkusen.

### Bayer Leverkusen
Uma série de nove gols em onze jogos durante a primeira metade da temporada 2000-01 pelo CSKA Sófia foi suficiente para convencer o clube alemão do Bayer 04 Leverkusen a pagar € 1,3 milhões, para assinar um contrato de quatro anos com Berbatov em 1 de janeiro de 2001.
Ele fez sua estréia na equipe em um amistoso da pré temporada 2000-01 na vitória contra o DC United , marcando um "hat-trick". Sua estreia na liga pelo time foi em 10 de fevereiro de 2001, substituindo Ulf Kirsten em uma vitória 4-1 sobre o 1. FC Koln. Berbatov se viu sendo usado como um substituto pelo treinador Berti Vogts, fazendo seis partidas e não marcando nenhum gol naquela temporada.
Durante a próxima temporada, Berbatov marcou 16 gols e fez contribuições importantes para o clube na Liga dos Campeões da Europa de 2001-02, marcou na vitória por 4 a 2 sobre o clube Inglês do Liverpool nas quartas-de-final, e assim ajudando o Leverkusen finalmente chegar a final.  Na final , contra o Real Madrid , Berbatov entrou como substituto de Thomas Brdarić depois de 38 minutos, no final o acabou sendo derrotado por 2 a 1. A equipe também terminou como vice-campeão na Fußball-Bundesliga atrás do Borussia Dortmund, e perdeu a DFB-Pokal por 4-2 na final contra o Schalke 04.

### Tottenham Hotspur

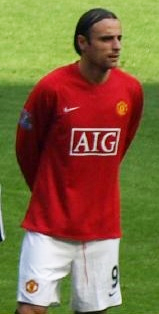
Berbatov em uma patida pelo Manchester United em 2008

Após cinco temporadas na Alemanha, o Tottenham Hotspur chegou a um acordo com o Bayer Leverkusen para a transferência de Berbatov em maio de 2006, a taxa de € 16 milhões, fizeram dele o jogador búlgaro mais caro da história. Depois que lhe foi concedida uma autorização de trabalho britânico, a transferência foi concluída em 1 de julho de 2006. Depois do Tottenham perder por 2-0 para o Bolton no primeiro jogo de Berbatov na Inglaterra em 19 de agosto de 2006, ele marcou seu primeiro gol pelo Tottenham três dias depois em uma vitória em casa por 2-0 sobre o Sheffield United .
Participou da primeira conquista dos Spurs em nove anos, da Carling Cup de 2008, torneio em que a equipe quebrou um tabu de vários anos sem vencer o arquirrival Arsenal.
Com bastante destaque no futebol inglês, em 1 de setembro de 2008 foi contratado pelo Manchester United, por 38 milhões de euros, tornando-se o primeiro jogador búlgaro dos Red Devils.

### Manchester United

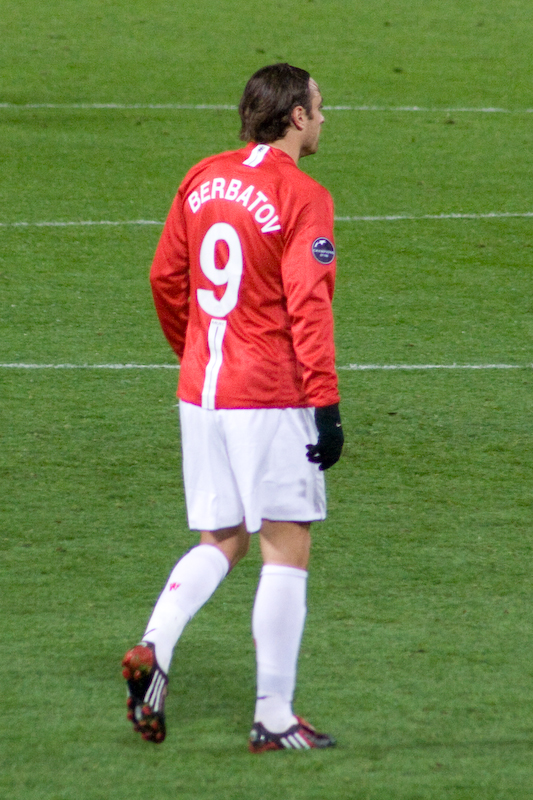
Dimitar Berbatov em jogo pela Liga dos Campeões da UEFA de 2008-09

Berbatov fez sua estreia no Manchester United, dando uma assistência a Carlos Tévez no gol fora de casa contra o Liverpool, mas o United perdeu o jogo por 2-1. Seus primeiros dois gols para o clube vieram na vitória por 3-0 fora contra o AaB Fodbold na fase de grupos da Champions League, no dia 30 de setembro de 2008.
Alex Ferguson defendeu Berbatov depois que ele foi criticado por perder um pênalti durante a semi-final da FA Cup 2008-09, contra o Everton, em que o Manchester United acabou por perder na disputa de pênaltis. Quando o Manchester United ganhou a Premier League em 16 de maio de 2009, Berbatov foi o primeiro búlgaro a ganhar o título da Liga.
Em 2011, Berbatov marcou 3 hat-trick na temporada, o primeiro na vitória em casa por 5-0 sobre o Birmingham, em 22 de janeiro. Isto fez dele o jogador do United pela primeira vez desde Ruud van Nistelrooy, na temporada 2002-03, a marcar três "hat-tricks em uma mesma temporada.
Depois de ser descartado ao banco para os jogos contra o Arsenal e Olympique de Marseille, Berbatov voltou como substituto para o segundo semestre de Javier Hernández. Contra o Bolton Wanderers em 19 de Março e marcous o seu 20º gol da temporada, dando United uma vitória por 1-0. Ele marcou seu gol de número 21  contra o Fulham, onde o United venceu por 2-0. Como o artilheiro da Premier League, Berbatov foi membro da Equipe do Ano da PFA para a temporada 2010-11 ao lado de Tévez. Berbatov também compartilhou a o prêmio de artilheiro da Premier League com seu ex-companheiro de Manchester United. Em 29 de maio de 2011, houve intensa especulação sobre seu futuro depois que foi deixado fora da escalação do Manchester United para a Final da Liga dos Campeões da UEFA de 2010-11, na qual o United perdeu por 3 a 1 para o Barcelona.
Na temporada 2011–12, perdeu completamente seu espaço no United, sendo reserva do jovem Danny Welbeck na grande maioria das partidas. Ao fim da temporada, com a chegada de Robin van Persie, vindo do Arsenal, era certo que Berbatov deixaria os Red Devils.

### Fulham
No dia 31 de agosto de 2012, último dia da janela de transferências do verão europeu, foi anunciado o acordo de Berbatov com o Fulham por dois anos. Logo na sua primeira temporada, 2012-2013 Berbatov marcou 15 gols na Premier League ajudando o Fulham a ficar no meio da tabela.

### Mónaco
No último dia da janela de transferências de janeiro de 2014, Berbatov se transferiu para o Monaco, assinando um contrato  até o fim da temporada para substituir o lesionado Falcao García . No dia 16 de maio de 2014, Berbatov assina um prolongamento de contrato por mais uma temporada, devido aos bons jogos e media de gols na temporada 2013/2014 de 15 jogos e 9 gols.
No começo da temporada 2014/2015, o Mônaco vende a maioria de seus principais jogadores, como James Rodriguez, Falcao Garcia e Riviere. Com um plantel mais modesto e enxuto, Berbatov virou a principal referencia no ataque.

### Seleção Búlgara
Atuou pela Seleção Búlgara entre 1999 e 2010, sendo um dos maiores goleadores de todos os tempos para a equipe da sua nação. Participou da Euro 2004, em Portugal. Também participou das eliminatórias para as Copas do Mundo de 2002, 2006 e 2010, mas a sua seleção não obteve a classificação para nenhum destes mundiais.
Em 13 de maio de 2010, em uma coletiva de imprensa realizada em Sófia, anunciou sua aposentadoria da Seleção Búlgara. Segundo ele, a decisão foi tomada devido à ausência do país nas três últimas Copas do Mundo.

## Estatísticas
Atualizadas até 22 de maio de 2011.

### Clube
| Clube             | Temporada         | Liga  | Liga | Copa  | Copa | Copa da Liga | Copa da Liga | Continental | Continental | Outros | Outros | Total | Total |
| Clube             | Temporada         | Jogos | Gols | Jogos | Gols | Jogos        | Gols         | Jogos       | Gols        | Jogos  | Gols   | Jogos | Gols  |
| ----------------- | ----------------- | ----- | ---- | ----- | ---- | ------------ | ------------ | ----------- | ----------- | ------ | ------ | ----- | ----- |
| CSKA Sófia        | 1998–99           | 11    | 3    | 5     | 3    | –            | –            | 0           | 0           | 0      | 0      | 16    | 6     |
| CSKA Sófia        | 1999–2000         | 27    | 14   | 4     | 2    | –            | –            | 2           | 0           | 0      | 0      | 33    | 16    |
| CSKA Sófia        | 2000–01           | 11    | 9    | 0     | 0    | –            | –            | 4           | 7           | 0      | 0      | 15    | 16    |
| CSKA Sófia        | Total             | 49    | 26   | 9     | 5    | –            | –            | 6           | 7           | 0      | 0      | 64    | 38    |
| Bayer Leverkusen  | 2000–01           | 6     | 0    | 0     | 0    | 0            | 0            | 0           | 0           | 0      | 0      | 6     | 0     |
| Bayer Leverkusen  | 2001–0            | 24    | 8    | 6     | 6    | 0            | 0            | 11          | 2           | 0      | 0      | 41    | 16    |
| Bayer Leverkusen  | 2002–03           | 24    | 4    | 2     | 0    | 1            | 0            | 7           | 2           | 0      | 0      | 33    | 6     |
| Bayer Leverkusen  | 2003–04           | 33    | 16   | 3     | 3    | 0            | 0            | 0           | 0           | 0      | 0      | 34    | 19    |
| Bayer Leverkusen  | 2004–05           | 33    | 20   | 1     | 1    | 2            | 0            | 10          | 5           | 0      | 0      | 46    | 26    |
| Bayer Leverkusen  | 2005–06           | 34    | 21   | 2     | 3    | 0            | 0            | 2           | 0           | 0      | 0      | 37    | 24    |
| Bayer Leverkusen  | Total             | 154   | 69   | 14    | 13   | 3            | 0            | 30          | 9           | 0      | 0      | 201   | 91    |
| Tottenham Hotspur | 2006–07           | 33    | 12   | 5     | 3    | 3            | 1            | 8           | 7           | 0      | 0      | 49    | 23    |
| Tottenham Hotspur | 2007–08           | 36    | 15   | 2     | 2    | 6            | 1            | 8           | 5           | 0      | 0      | 52    | 23    |
| Tottenham Hotspur | 2008–09           | 1     | 0    | 0     | 0    | 0            | 0            | 0           | 0           | 0      | 0      | 1     | 0     |
| Tottenham Hotspur | Total             | 70    | 27   | 7     | 5    | 9            | 2            | 16          | 12          | 0      | 0      | 102   | 46    |
| Manchester United | 2008–09           | 31    | 9    | 3     | 1    | 0            | 0            | 9           | 4           | 0      | 0      | 43    | 14    |
| Manchester United | 2009–10           | 33    | 12   | 1     | 0    | 2            | 0            | 6           | 0           | 1      | 0      | 43    | 12    |
| Manchester United | 2010–11           | 32    | 21   | 2     | 0    | 0            | 0            | 7           | 0           | 1      | 1      | 42    | 22    |
| Manchester United | Total             | 96    | 41   | 6     | 1    | 2            | 0            | 22          | 4           | 2      | 1      | 128   | 47    |
| Total na Carreira | Total na Carreira | 385   | 171  | 36    | 24   | 14           | 2            | 74          | 32          | 2      | 1      | 511   | 230   |

### Seleção Búlgara
Gols marcados
| #   | Data                    | Local                        | Adversário           | Placar | Resultado | Competição                                  |
| --- | ----------------------- | ---------------------------- | -------------------- | ------ | --------- | ------------------------------------------- |
| 1.  | 12 de Fevereiro de 2000 | Valparaíso, Chile            | Chile                | 2–3    | Derrota   | Amistoso                                    |
| 2.  | 11 outubro 2000         | Copenhagen, Dinamarca        | Dinamarca            | 1–1    | Empate    | Eliminatórias da Copa do Mundo FIFA de 2002 |
| 3.  | 23 Mrço 2001            | Sófia, Bulgária              | Islândia             | 2–1    | Vitória   | Eliminatórias da Copa do Mundo FIFA de 2002 |
| 4.  | 6 Junho 2001            | Reykjavik, Islândia          | Islândia             | 1–1    | Empate    | Eliminatórias da Copa do Mundo FIFA de 2002 |
| 5.  | 1 Setembro 2001         | Valeta, Malta                | Malta                | 2–0    | Vitória   | Eliminatórias da Copa do Mundo FIFA de 2002 |
| 6.  | 1 Setembro 2001         | Valeta, Malta                | Malta                | 2–0    | Vitória   | Eliminatórias da Copa do Mundo FIFA de 2002 |
| 7.  | 21 Agosto 2002          | Sófia, Bulgária              | Alemanha             | 2–2    | Empate    | Amistoso                                    |
| 8.  | 12 Outubro 2002         | Sófia, Bulgária              | Croácia              | 2–0    | Vitória   | Eliminatórias da UEFA Euro 2004             |
| 9.  | 30 Abril 2003           | Sófia, Bulgária              | Albânia              | 2–0    | Vitória   | Amistoso                                    |
| 10. | 30 Abril 2003           | Sófia, Bulgária              | Albânia              | 2–0    | Vitória   | Amistoso                                    |
| 11. | 7 Junho 2003            | Sófia, Bulgária              | Bélgica              | 2–2    | Empate    | Eliminatórias da UEFA Euro 2004             |
| 12. | 20 Agosto 2003          | Sófia, Bulgária              | Lituânia             | 3–0    | Vitória   | Amistoso                                    |
| 13. | 6 Setembro 2003         | Sófia, Bulgária              | Estónia              | 2–0    | Vitória   | Eliminatórias da UEFA Euro 2004             |
| 14. | 10 Setembro 2003        | Andorra la Vella, Andorra    | Andorra              | 3–0    | Vitória   | Eliminatórias da UEFA Euro 2004             |
| 15. | 10 Setembro 2003        | Andorra la Vella, Andorra    | Andorra              | 3–0    | Vitória   | Eliminatórias da UEFA Euro 2004             |
| 16. | 31 Março 2004           | Sófia, Bulgária              | Rússia               | 2–2    | Empate    | Amistoso                                    |
| 17. | 31 Março 2004           | Sófia, Bulgária              | Rússia               | 2–2    | Empate    | Amistoso                                    |
| 18. | 28 Abril 2004           | Sófia, Bulgária              | Camarões             | 3–0    | Vitória   | Amistoso                                    |
| 19. | 28 Abril 2004           | Sófia, Bulgária              | Camarões             | 3–0    | Vitória   | Amistoso                                    |
| 20. | 4 Setembro 2004         | Reykjavik, Islândia          | Islândia             | 3–1    | Vitória   | Eliminatórias da Copa do Mundo FIFA de 2006 |
| 21. | 4 Setembro 2004         | Reykjavik, Islândia          | Islândia             | 3–1    | Vitória   | Eliminatórias da Copa do Mundo FIFA de 2006 |
| 22. | 9 Outubro 2004          | Zagreb, Croacia              | Croácia              | 2–2    | Empate    | Eliminatórias da Copa do Mundo FIFA de 2006 |
| 23. | 13 Outubro 2004         | Valeta, Malta                | Malta                | 4–1    | Vitória   | Eliminatórias da Copa do Mundo FIFA de 2006 |
| 24. | 13 Outubro 2004         | Valeta, Malta                | Malta                | 4–1    | Vitória   | Eliminatórias da Copa do Mundo FIFA de 2006 |
| 25. | 17 Agosto 2005          | Sófia, Bulgária              | Turquia              | 3–1    | Vitória   | Amistoso                                    |
| 26. | 17 Agosto 2005          | Sófia, Bulgária              | Turquia              | 3–1    | Vitória   | Amistoso                                    |
| 27. | 7 Setembro 2005         | Sófia, Bulgária              | Islândia             | 3–2    | Vitória   | Eliminatórias da Copa do Mundo FIFA de 2006 |
| 28. | 8 Outubro 2005          | Sófia, Bulgária              | Hungria              | 2–0    | Vitória   | Eliminatórias da Copa do Mundo FIFA de 2006 |
| 29. | 12 Novembro 2005        | Sófia, Bulgária              | Geórgia              | 6–2    | Win       | Amistoso                                    |
| 30. | 12 Novembro 2005        | Sófia, Bulgária              | Geórgia              | 6–2    | Win       | Amistoso                                    |
| 31. | 16 Novembro 2005        | Houston, Estados Unidos      | México               | 3–0    | Vitória   | Amistoso                                    |
| 32. | 7 Fevereiro 2007        | Nicósia, Chipre              | Chipre               | 3–0    | Vitória   | Amistoso                                    |
| 33. | 7 Fevereiro 2007        | Nicósia, Chipre              | Chipre               | 3–0    | Vitória   | Amistoso                                    |
| 34. | 2 Junho 2007            | Minsk, Bielorrússia          | Bielorrússia         | 2–0    | Vitória   | Eliminatórias da UEFA Euro 2008             |
| 35. | 2 Junho 2007            | Minsk, Bielorrússia          | Bielorrússia         | 2–0    | Vitória   | Eliminatórias da UEFA Euro 2008             |
| 36. | 12 Setembro 2007        | Sófia, Bulgária              | Luxemburgo           | 3–0    | Vitória   | Eliminatórias da UEFA Euro 2008             |
| 37. | 12 Setembro 2007        | Sófia, Bulgária              | Luxemburgo           | 3–0    | Vitória   | Eliminatórias da UEFA Euro 2008             |
| 38. | 17 Outubro 2007         | Tirana, Albânia              | Albânia              | 1–1    | Empate    | Eliminatórias da UEFA Euro 2008             |
| 39. | 21 Novembro 2007        | Celje, Eslovênia             | Eslovênia            | 2–0    | Vitória   | Eliminatórias da UEFA Euro 2008             |
| 40. | 20 Agosto 2008          | Zenica, Bósnia e Herzegovina | Bósnia e Herzegovina | 2–1    | Vitória   | Amistoso                                    |
| 41. | 20 Agosto 2008          | Zenica, Bósnia e Herzegovina | Bósnia e Herzegovina | 2–1    | Vitória   | Amistoso                                    |
| 42. | 5 Setembro 2009         | Sófia, Bulgária              | Montenegro           | 4–1    | Vitória   | Eliminatórias da Copa do Mundo FIFA de 2010 |
| 43. | 10 Outubro 2009         | Larnaca, Chipre              | Chipre               | 1–4    | Derrota   | Eliminatórias da Copa do Mundo FIFA de 2010 |
| 44. | 14 Outubro 2009         | Sófia, Bulgária              | Geórgia              | 6–2    | Win       | Eliminatórias da Copa do Mundo FIFA de 2010 |
| 45. | 14 Outubro 2009         | Sófia, Bulgária              | Geórgia              | 6–2    | Win       | Eliminatórias da Copa do Mundo FIFA de 2010 |
| 46. | 14 Outubro 2009         | Sófia, Bulgária              | Geórgia              | 6–2    | Win       | Eliminatórias da Copa do Mundo FIFA de 2010 |
| 47. | 18 Novembro 2009        | Valeta, Malta                | Malta                | 4–1    | Vitória   | Amistoso                                    |
| 48. | 18 Novembro 2009        | Valeta, Malta                | Malta                | 4–1    | Vitória   | Amistoso                                    |

## Títulos
CSKA Sófia
- Copa da Bulgária: 1998–99

Tottenham Hotspur
- Copa da Liga Inglesa: 2007–08

Manchester United
- Copa do Mundo de Clubes da FIFA: 2008
- Premier League: 2008–09 e 2010–11
- Copa da Liga Inglesa: 2008–09 e 2009–10
- Supercopa da Inglaterra: 2010 e 2011

### Prêmios individuais
- Jogador Búlgaro do Ano: 2002, 2004, 2005, 2007, 2008 2009 e 2010
- Equipe do ano da PFA: 2006–07
- Jogador do mês na Premier League: Abril de 2007, Janeiro de 2011

### Artilharias
- Copa da UEFA: 2000–01 – 7 gols (ao lado de Bolo)
- Premier League: 2010–11 – 21 gols  (ao lado de Carlos Tévez)